# Fuck Me Jesus
Fuck Me Jesus — перший демо-альбом блек-метал гурту Marduk. Альбом був записаний в червні 1991 року на студії Gorysound Studios (Unisound). Реліз альбому відбувся в тому ж червні 1991 року під лейблом Osmose Productions.

## Список композицій
| #     | Назва                        | Тривалість |
| ----- | ---------------------------- | ---------- |
| 1.    | «Intro/Fuck Me Jesus»        | 0:38       |
| 2.    | «Departure from the Mortals» | 3:18       |
| 3.    | «The Black...»               | 4:04       |
| 4.    | «Within the Abyss»           | 3:39       |
| 5.    | «Outro/Shut Up and Suffer»   | 0:59       |
| 12:40 |                              |            |

| Перевидання вийшло з 3 бонус-треками | Перевидання вийшло з 3 бонус-треками       | Перевидання вийшло з 3 бонус-треками |
| #                                    | Назва                                      | Тривалість                           |
| ------------------------------------ | ------------------------------------------ | ------------------------------------ |
| 6.                                   | «Dark Endless» (демо)                      | 3:51                                 |
| 7.                                   | «In Conspiracy with Satan» (ковер Bathory) | 2:16                                 |
| 8.                                   | «Woman of Dark Desires» (ковер Bathory)    | 4:30                                 |
| 23:19                                |                                            |                                      |